# Explode
Explode è il quarto singolo estratto dall'album Folklore della cantante canadese Nelly Furtado.
La canzone è stata pubblicata in Canada ma non negli Stati Uniti d'America.

## Tracce
CD
1. Explode (Album version)
2. Força (Armand Van Helden Remix)
3. Força (Ruidasilva Vocal Remix)

CD Enhanced
1. Explode (Album version)
2. Força (Album version)
3. Força (Video)

CD Germania
1. Explode (Album version)
2. Força (Album version)

CD Maxi Germania
1. Explode
2. Força (Armand Van Helden Remix)
3. Força (Ruidasilva Vocal Remix)
4. Explode (Video)

## Classifiche
| Classifica (2004) | Posizione massima |
| ----------------- | ----------------- |
| Austria           | 54                |
| Belgio (Fiandre)  | 56                |
| Germania          | 34                |
| Paesi Bassi       | 36                |
| Svizzera          | 38                |